# Síndrome da mão alheia
A síndrome da mão alheia, ou síndrome da mão alienígena, também conhecida como AHS, é uma desordem neurológica incomum na forma de apraxia, na qual os membros do paciente parecem adquirir vida própria. O membro — a mão, por exemplo — passa a realizar tarefas complexas e involuntárias, como abrir botões da camisa ou retirar as roupas do corpo. Na maioria das vezes a pessoa não percebe que o membro está executando movimentos.

## Na cultura popular
- No filme Dr. Strangelove (1964) de Stanley Kubrick, o personagem homônimo, interpretado por Peter Sellers, aparentemente possui síndrome da mão alienígena, pois não consegue parar de fazer a "saudação nazista". "Síndrome do Dr. Strangelove" foi sugerido como o nome oficial para AHS. Isso não foi aprovado, embora às vezes seja usado como um nome alternativo.[2]
- No episódio "Both Sides Now" da série de drama médico House, um paciente tem síndrome da mão alienígena.[3]
- Na 2ª temporada da série Scream Queens, o Dr. Brock Holt parece ter síndrome da mão alienígena.[4]
- Na telenovela brasileira A Dona do Pedaço (2019), o personagem Eusébio, interpretado por Marco Nanini, passou a sofrer de um "fenômeno sobrenatural", semelhante à AHS.[5]